# 茧荚黄耆
茧荚黄耆（学名：Astragalus lehmannianus）是豆科黄芪属的植物。分布于高加索、中亚以及中国大陆的新疆等地，生长于海拔800米的地区，常生于固定沙地或流动沙丘，目前尚未由人工引种栽培。